# Petroleuciscus
Petroleuciscus is een geslacht van straalvinnige vissen uit de familie van eigenlijke karpers (Cyprinidae).

## Soorten
- Petroleuciscus borysthenicus (Kessler, 1859)
- Petroleuciscus esfahani Coad & Bogutskaya, 2010
- Petroleuciscus kurui (Bogutskaya, 1995)
- Petroleuciscus smyrnaeus (Boulenger, 1896)